# Kálmán Szász
Szász Kálmán (Sfântu Gheorghe, 7 de octubre de 1910, Budapest, 23 de agosto de 1978) fue un farmacéutico e inventor rumano-húngaro.

## Biografía
Trabajó entre 1933 y 1936 en su ciudad natal y en Şomcuta Mare. Entre 1939 y 1949 trabajó en la fábrica del doctor Wander Gyógy en Tápszergyár en Budapest. Entre 1945 y 1953 trabajó en la fábrica Richter Gedeon Kőbányai Gyógyszerárugyár. Luego de 1954 fue el guía de la sección de química de plantas. 